# 紅山新城駅
紅山新城駅（こうさんしんじょうえき）は、中華人民共和国江蘇省南京市において建設中の南京地下鉄6号線と9号線の駅である。

## 歴史
- 2019年12月28日に6号線が着工[1]。

## 隣の駅
南京地下鉄
■ 6号線
営苑南路駅 - 紅山新城駅 - 花園路駅
■ 9号線
紅山新城駅 - 紅山路駅